# Acronyctodes leonilaria
Acronyctodes leonilaria är en fjärilsart som beskrevs av Hoffmann 1936. Acronyctodes leonilaria ingår i släktet Acronyctodes och familjen mätare. Inga underarter finns listade i Catalogue of Life.